# Галезія
Галезія, Халезія (Halesia) — дерево або кущ родини стираксових (Styracaceae). Назване на честь біолога Стефана Хале (S. Hale, 1677—1761).

## Морфологічні ознаки
Гілки розлогі, прямостоячі. Молоді пагони висячі, опушені. Крона має куполоподібну форму. Листя — яйцевидно-еліптичне, на верхівках — загострене, по краях дрібнозубчасте, довжиною 5—10 см і шириною 3—4 см. Квітки — двостатеві, білі, дзвоновидні, завдовжки близько 2 см (зібрані по 3—5 шт.),через що галезію ще називають деревом срібних дзвіночків (англ. Silverbelltree), деревом снігових крапель (англ. Snowdroptree) або конвалієвим деревом. Розпускаються в травні. Плоди — довгасті, сухі, чотирикрилі, довжиною близько 3,5 см. Дозрівають в жовтні і залишаються на гілках всю зиму.

## Види
До роду Галезія відносяться чотири види листопадних рослин родини стираксових. Три види галезії ростуть у східній частині Північної Америки, один — у Східному Китаї.
- Галезія каролінська (Halesia caroliniana L., H. parviflora). Родом з Північної Америки, в природних умовах росте по лісових схилах та берегах річок. У себе на батьківщині це дерево з декількома стовбурами, висотою до 12 м, або чагарник заввишки до 5 м. У культурі галезія каролінська відома з 1756 року, частіше зустрічається у вигляді розлогого чагарника. Вирощується в США і Західній Європі. Росте в ботанічних садах Львова, Києва. Квітує навесні.
- Галезія гірська (Halesia monticola). Родом з Північної Америки. У природних умовах виростає у вигляді дерева висотою до 30 м. У культурі зустрічається з 1897 року, але дуже рідко. Цвіте, як і галезія каролінська, навесні.